# Saint-Just-la-Pendue
Saint-Just-la-Pendue este o comună în departamentul Loire din sud-estul Franței. În 2009 avea o populație de 1.536 de locuitori.

## Evoluția populației
| An        | 1975  | 1982  | 1990  | 1999  | 2006  | 2009  |
| --------- | ----- | ----- | ----- | ----- | ----- | ----- |
| Populație | 1.731 | 1.656 | 1.466 | 1.420 | 1.510 | 1.536 |